# Рахимов, Гуламжан
Гуламжан Рахимов — советский военный, государственный и политический деятель.

## Биография
Родился в 1906 году в Андижане. Член КПСС с 1928 года.
С 1921 года — на военной службе, хозяйственной и политической работе. В 1921—1963 гг. — красноармеец-разведчик, участник Гражданской войны в Средней Азии, курсант Ташкентской школы младших командиров, командир взвода разведки, командир эксадрона, начальник Ташкентской школы младших командиров, народный комиссар автомобильного транспорта Узбекской ССР (1939—1941), участник Великой Отечественной войны, заместитель командира, командир 20-й мотострелковой бригады 15-го танкового корпуса, заведующий отделом военкомата Узбекской ССР, военный комиссар Ферганской, Ташкентской областей, заведующий отделом Министерств мясного хозяйства и совхозов Узбекской ССР, военный комиссар Фрунзенской области Киргизской ССР, районный военный комиссар Московского района Ташкентской области.
Умер в Ташкенте в 1973 году.